# Geyserville (Californië)
Geyserville (vroeger Clairville) is een plaats (census-designated place) in de Amerikaanse staat Californië, en valt bestuurlijk gezien onder Sonoma County. Volgens de volkstelling van 2010 woonden er 862 mensen in Geyserville.

## Bezienswaardigheden
Geyserville ligt in het Californische Wine Country. Onder toeristen staat het bekend om zijn restaurants, bed and breakfasts en wijnhuizen. De Francis Ford Coppola Winery is in Geyserville gelegen.